# David Silveria
David Randall Silveria (født d. 21. september 1972) var trommeslager for det amerikanske metalband Korn fra 1994-2007. Terry Bozzio afløste ham da David anouncerede han ville tage en pause fra bandet.

## Biografi
Silveria voksede op i Bakersfield-området og begyndte i en alder af ni år at spille trommer. Som 21-årig fand han det lokale band L.A.P.D. (der bestod af Brian Welch, James Shaffer og Reginald Arvizu), som søgte efter en trommeslager. Han gik til deres prøve og blev valgt men skulle have tilladelse af sin mor til at slutte sig til bandet. Da Jonathan Davis i 1993 sluttede sig til dem ændrede de navnet til fra L.A.P.D. til Korn. Welch, Shaffer og Arvizu tog derefter pseudonymer hvorimod Jonathan og David beholdte deres rigtige navne. 
Silveria blev skilt med sin kone Shannon i 2002 de havde fået to børn ved navn David Jr. og Sofie Aurora. David måtte i gennem en operation på grund af nerveproblemer med hans venstre arm hvilket betød han måtte sidde over "Sick and Twisted 2000" og "Summer Sanitarium Tourerne." Gennem den periode blev det Mike Bordin der afløste ham. Silveria vendte derefter tilbage til indspilningerne af albummet Untouchables
Udover at være med i Korn havde Silveria også stået en smule model mest kendt for Calvin Klein-jeans. Dette irriterede bandet Slipknot meget da de ikke mente det var en "metal-ting" at gøre. I protest brændte de tøj fra de firmaer Silveria stod model for på scenen ved nogen af deres shows. Korn og Slipknot har senere hen forsonet sig og Corey Taylor afløste også Jonathan Davis til download festival hvor han måtte træde fra på grund af livtruendesygdom. 
Korn har også senere lavet en parodi på dem selv i musikvideoen "Twisted Transistor" med Calvin Klein situationen.  